# Major Arcana
A Major Arcana a Speedy Ortiz első stúdióalbuma, amelyet 2013. július 9-én adott ki a Carpark Records.

## Számlista
Az összes dal szerzője a Speedy Ortiz. 
| 1.    | Pioneer Spine | 3:37 |
| 2.    | Tiger Tank    | 2:46 |
| 3.    | Hitch         | 2:35 |
| 4.    | Casper (1995) | 2:48 |
| 5.    | No Below      | 3:44 |
| 6.    | Gary          | 3:26 |
| 7.    | Fun           | 2:05 |
| 8.    | Cash Cab      | 3:35 |
| 9.    | Plough        | 2:53 |
| 10.   | MKVI          | 7:08 |
| 34:30 |               |      |

## Fogadtatás
Az albumot a kritikusok általánosan pozitívan fogadták: a Metacriticen 16 értékelésből 86 pontot kapott.
A Pitchfork Media kritikusa, Lindsay Zoladz a lemezt a „legjobb új albumként” értékelte. Szerinte „a frontember, Sadie Dupuis szövegeire megéri odafigyelni”. David Bruise, a The A.V. Club szerzője a következőket írta: „erős belépés, amely alapján a Speedy Ortiz megér egy pillantást”. Katherine Flynn a Consequence of Soundtól a lemezt „erős, ütős zenei tartalomnak” hívta. A PopMatters írója, Robin Smith szerint „a szöveg visszavarázsol a ’90-es évekbe, mintha egy túlkoros punk a játszótéren éjszakázva inna, dohányozna és ütné ki magát”.
A Pitchfork 2013-as top 50-es listáján a lemezt a 48. helyre sorolta, a következő megjegyzéssel: „a Speedy Ortiz a ’90-es évek gitárnagyjainak akkordjait sűríti […] egy szaggatott himnuszba”. A Stereogum a Major Arcanát a saját, 2013-as 50-es listáján a 31. helyre sorolta.

## Fordítás
Ez a szócikk részben vagy egészben  a   Major Arcana című angol Wikipédia-szócikk ezen változatának fordításán alapul.  Az eredeti cikk szerkesztőit annak laptörténete sorolja fel. Ez a jelzés csupán a megfogalmazás eredetét és a szerzői jogokat jelzi, nem szolgál a cikkben szereplő információk forrásmegjelöléseként.